# 波乌狄纳
波乌狄纳（英語：Catubodua）古罗马高卢神话女性神祇之一。于西欧高卢等地区得到崇拜与传播。其事迹亦反映于相关铭文等文物中，具有重要地影响与积极意义。